# Kylian Dendoune
Kylian Dendoune (thailändisch คีเลียน เดนดูน; * 21. März 2005 in Frankreich) ist ein thailändisch-französischer Fußballspieler.

## Karriere
Kylian Dendoune erlernte das Fußballspielen in der Jugend des US Boulogne in französischen Boulogne-sur-Mer. Im Sommer 2024 ging er nach Thailand, wo er in Nakhon Si Thammarat einen Vertrag beim Zweitligisten Nakhon Si United FC unterschrieb. Sein Zweitligadebüt gab Dendoune am 6. Oktober 2024 (8. Spieltag) im Auswärtsspiel gegen den Phrae United FC. Bei der 3:0-Niederlage wurde er in der 66. Minute für Adisorn Noonart eingewechselt. Nach drei Ligaspielen wechselte er im Sommer 2025 zum Erstligaabsteiger Nakhon Pathom United FC.